# Spermatophytina
Sous-division
Les Spermatophytes ou Spermaphytes (division des Spermatophyta, ou sous-division des Spermatophytina, ou classe des Spermatopsida), anciennement appelées phanérogames, sont un grand groupe de plantes vasculaires produisant des graines, d'où leur appellation vernaculaire de plantes à graines.
L'apparition de la graine est une étape importante dans l'histoire de l'évolution des plantes. On retrouve dans la graine tous les éléments condensés qui permettent aux bryophytes et ptéridophytes de se reproduire. Simplement les éléments de dissémination ne sont plus les spores issues du sporophyte, mais directement les gamétophytes :
- gamétophyte mâle immature sous forme de grain de pollen.
- gamétophyte femelle  portant après la fécondation un embryon, gamétophyte lui-même contenu dans les téguments du mégasporange, l'ensemble constituant une graine.

Parmi les spermaphytes, certains ont des graines nues (embryon entouré de l'albumen et d'un tissu de protection) : ce sont les Gymnospermes avec 4 embranchements actuels.
D'autres, développant en plus une double fécondation produisant des tissus nourriciers supplémentaires, protègent leurs graines à l'intérieur de l'ovaire qui donnera le fruit : ce sont les Angiospermes avec l'embranchement des Magnoliophyta.
Ces innovations expliquent le succès évolutif des plantes à graines comprenant les Angiospermes (370 000 espèces) et Gymnospermes (800 espèces) et qui ont évolué pour donner les lignées les plus diverses parmi les plantes vasculaires.

## Cycles de vie

### Cas des Gymnospermes

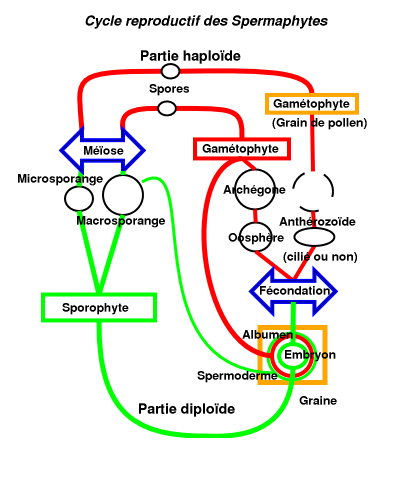
Cycle de vie des Gymnospermes.

- en rouge, la phase haploïde ne comprend plus de stade libre en dehors du grain de pollen qui correspond à un gamétophyte mâle immature. Le gamétophyte femelle se développe tout entier sur le sporophyte ; les deux formeront après fécondation une structure complexe, la graine, qui comporte des tissus de 3 origines.
- en ocre : phases mobiles, par rapport aux ptéridophytes pour lesquelles les phases mobiles étaient les spores et les anthérozoïdes  (ou spermatozoïdes) on assiste à un glissement  des phases mobiles  vers le gamétophyte mâle immature (grain de pollen) et vers une nouvelle entité qui est la graine.
- en vert : la phase diploïde correspond au sporophyte qui devient la génération dominante sous laquelle le végétal nous apparait.

### Cas des Angiospermes

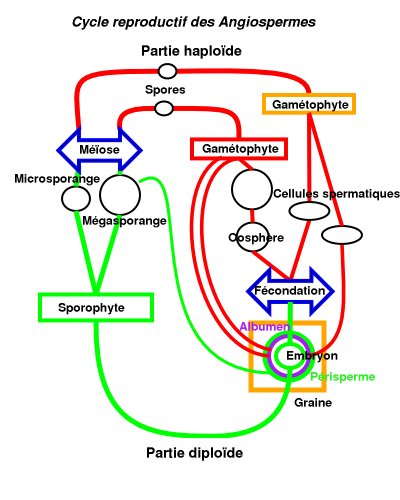
Cycle de vie des Angiospermes.

- en rouge, la phase haploïde commence avec la formation des ovules dans les carpelles de la fleur et des grains de pollen dans les étamines. Son développement est limité et se produit à l'intérieur des fleurs même si la phase de dispersion des grains de pollen est parfois spectaculaire.
- en ocre, les phases mobiles : le gamétophyte mâle immature (grain de pollen) germe sur le stigmate, forme un tube pollinique qui transporte 2 noyaux spermatiques jusqu'à l'ovule. Alors que chez les gymnospermes l'un des deux avortait, ici on observe une double fécondation, l'une donnant l'embryon, l'autre l'albumen (triploïde dans la majorité des cas) par fusion d'un noyau spermatique et de 2 noyaux polaires issus du gamétophyte femelle.
- en vert, la phase diploïde est la forme dominante du cycle pendant laquelle se fait la synthèse chlorophyllienne.
- en violet, la partie tri ou pentaploïde suivant les cas : la graine est maintenant incluse dans un fruit qui est donc une structure complexe comprenant des tissus issus des 2 générations diploïdes, (spermoderme, périsperme, péricarpe pour la première), (embryon pour la deuxième), séparés par un tissu provenant de la 2e fécondation, l'albumen.

## Classification
Les classes des nouvelles classifications correspondent à des rangs traditionnellement considérés comme des divisions avec une terminaison en -phyta.

Liste des classes actuelles selon ITIS (8 février 2019) et World Register of Marine Species (8 février 2019) :
- (Angiospermes):
  - Magnoliopsida – Plantes à fleurs
- (Gymnospermes) : 
  - Cycadopsida (avec les Cycas)
  - Ginkgoopsida (avec le Ginkgo)
  - Gnetopsida – Gnétophytes
  - Pinopsida – Conifères.

#### Spermatophytina
- (fr + en) ITIS : Spermatophytina (consulté le 8 février 2019)
- (en) Taxonomicon : Spermatophytina Caval.-Sm. (1998) (consulté le 8 février 2019)
- (en) WoRMS : Spermatophytina (+ liste classes + liste ordres) (consulté le 26 juin 2020)

#### Spermatophyta
- (en) NCBI : Spermatophyta (taxons inclus) (consulté le 8 février 2019)
- (en) Paleobiology Database : Spermatophyta † (consulté le 8 février 2019)

#### Spermatopsida
- (en) Taxonomicon : Spermatopsida (consulté le 8 février 2019)
- (en) Tree of Life Web Project : Spermatopsida (consulté le 8 février 2019)